# 維摩詰菩薩
維摩詰菩薩（音譯為維摩詰、毗摩罗诘，意譯為净名、无垢稱，也稱維摩詰居士、簡稱維摩居士），是大乘佛經中的佛教修行者。他並未出家，而以在家居士的形象積極行善、修道，是大乘佛教在家眾的典範，《維摩詰经》的主要人物。唐代僧徒講經，有維摩詰變文傳世。其文生動有趣，為俗文學之佳作。傳說他是金粟如來的應化身。

## 語源

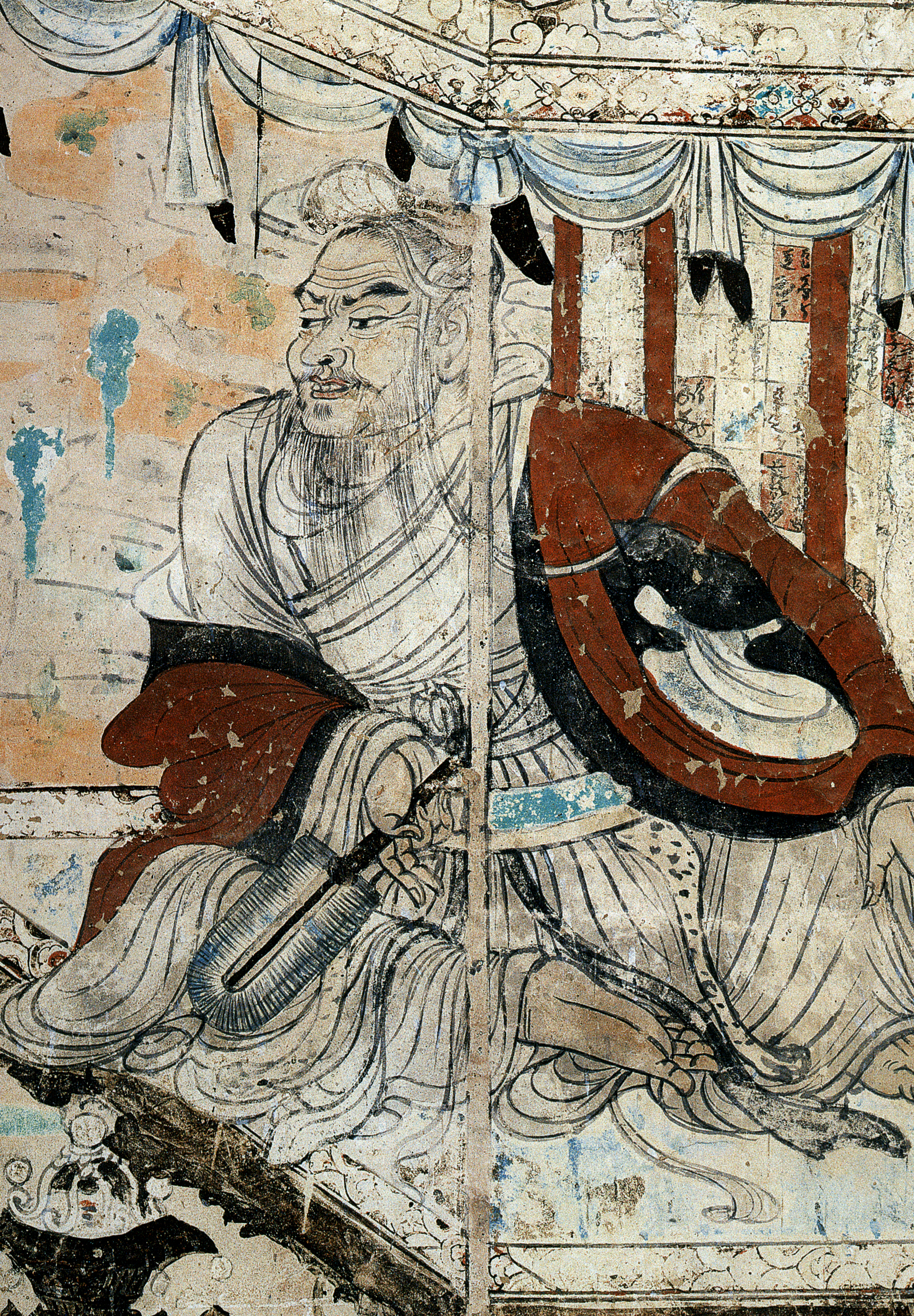
敦煌壁画中的维摩诘菩萨（唐代）

維摩詰的梵語作Vimala-kīrti。維摩（梵語：विमल，Vimala）是清淨、無垢，詰（梵語：कीर्ति，Kīrti；巴利語：Kitti）是名聲、名望，合起來就是「淨名」、「無垢稱」。

## 簡介
古傳維摩詰居士是金粟如來的化身。他來到娑婆世界，化身在家居士，襄助釋迦牟尼佛弘揚佛法。於过去世第三十一劫毗舍浮如来之時，曾為釋迦牟尼的兄弟。
維摩詰居士住在印度恆河北面的毗舍離城。其妻名喚无垢（另說「無垢」只是「净名」的另外個意譯方式），姿色絕倫。並育一雙儿女，子名善思，女名月上。其妻及子、女皆深悟佛法。
維摩詰居士雖家財萬貫、富居千金，卻樂善好施。平日救助貧民、布施僧侶。更不執著於外相，為度化眾生，他既可向天神天魔說法，亦不棄世上執迷的王公貴族以及不肯信佛的外道人士，甚至在妓院、赌場向貪歡求樂的鄉民说法。是故，其聲名遠揚，世人盡知。
一次，維摩詰居士称病在家，釋迦牟尼佛知其想藉機說法，故欲遣十大弟子等羅漢與諸菩薩前去探視。但他們皆因曾受維摩詰居士指正，而婉拒佛的差遣。佛於是請以智慧聞名的文殊菩薩往視，文殊菩薩應允，諸菩薩、羅漢等隨行。探視中，文殊菩薩與居士探討佛法，每每相與推敲而道盡機鋒，不時妙語如珠而語驚四座，諸高僧大德遂對兩位菩薩更爲崇敬。
維摩詰居士欲醫治眾生之病。所謂病，當然非指生理而指精神層面。而滌除病根之方就是向衆生傳授可以解縛的「不二法門」，讓其親證空性本來無生，即得以明白疾病之根源在於「執著」。維摩詰居士示疾而引大眾前去詢疾問病，借此因緣廣爲眾生說法，並提出與之相關的種種設問，繼而向大眾教導「空相」的大乘佛法。其思想，相當程度上影響了後世的大乘佛教，特別是禪宗。
此外，南朝的謝靈運、昭明太子及唐朝大詩人王維、李白等，都曾經以維摩詰居士為尊崇或布施的對象。尤其是王維的名與字，其典故即出自維摩詰居士。
維摩詰居士雖富而不吝，好濟貧施僧；曾廣種福田，故財源不斷。因此，他也是佛教民間信仰的財富之神，昭明太子與謝靈運被民間視為維摩詰菩薩的從神。

## 画像
- 约1350年，现藏于Kimbell Art Museum
- 文殊问疾